# Борг, Рей
Реймонд Энтони Борг (англ. Raymond Anthony Borg; род. 4 августа 1993, Тусон) — американский боец смешанного стиля, представитель наилегчайшей весовой категории. Выступает на профессиональном уровне начиная с 2012 года, известен по участию в турнирах бойцовских организаций UFC, KOTC, Legacy FC и др. Был претендентом на титул чемпиона UFC в наилегчайшем весе.

## Биография
Рей Борг родился 4 августа 1993 года в городе Тусон штата Аризона, США. Впоследствии переехал на постоянное жительство в Альбукерке, Нью-Мексико, где тренировался в зале Jackson Wink MMA Academy.

### Начало профессиональной карьеры
Дебютировал в смешанных единоборствах на профессиональном уровне в августе 2012 года, в первом же раунде заставил своего соперника сдаться с помощью удушающего приёма сзади. Дрался в небольших американских промоушенах преимущественно на Юго-Западе США, отметился победами в таких организациях как King of the Cage и Legacy Fighting Championship, завоевал титул чемпиона SCS в наилегчайшей весовой категории.

### Ultimate Fighting Championship
Имея в послужном списке шесть побед без единого поражения, Борг привлёк к себе внимание крупнейшей бойцовской организации мира Ultimate Fighting Championship и в 2014 году подписал с ней долгосрочный контракт. Тем не менее, дебютный поединок в UFC проиграл раздельным решением судей Дастину Ортису.
В дальнейшем победил таких бойцов как Шейн Хауэлл и Крис Келадес, в обоих случаях заработав бонусы за лучшее выступление вечера. Затем взял верх над Джином Эррерой, хотя и не смог уложиться в лимит наилегчайшего веса.
В 2016 году единогласным решением уступил Джастину Скоггинсу, по очкам выиграл у Луиса Смолки.
Одержав победу над бразильцем Жусиером Формигой, в 2017 году Борг удостоился права оспорить титул чемпиона UFC в наилегчайшем весе. В пятом раунде чемпионского боя действующий чемпион Деметриус Джонсон взял его на рычаг локтя и принудил к сдаче.
На апрель 2018 года планировался бой против мексиканца Брандона Морено, но Борг пострадал во время инцидента, когда Конор Макгрегор бросил в автобус с бойцами металлическую тележку — осколки стёкол нанесли ему повреждения, и он не смог принять участие в поединке. Впоследствии данный бой перенесли на май, однако Борг снова вынужден был отказаться, поскольку в это время его ребёнок должен был перенести операцию на мозге.

## Статистика в профессиональном ММА
| Боёв 21  | Побед 16 | Поражений 5 |
| -------- | -------- | ----------- |
| Нокаутом | 1        | 0           |
| Сдачей   | 6        | 1           |
| Решением | 9        | 4           |

| Результат | Рекорд | Соперник          | Способ                             | Турнир                                     | Дата            | Раунд | Время | Место                | Примечание                                                 |
| --------- | ------ | ----------------- | ---------------------------------- | ------------------------------------------ | --------------- | ----- | ----- | -------------------- | ---------------------------------------------------------- |
| Победа    | 16–5   | Рики Бандехас     | Раздельное решение                 | Eagle FC 46                                | 11 марта 2022   | 3     | 5:00  | Майями, Флорида, США |                                                            |
| Победа    | 15–5   | Коди Гибсон       | Единогласное решение               | Eagle FC 44                                | 28 января 2022  | 3     | 5:00  | Майями, Флорида, США |                                                            |
| Победа    | 14–5   | Джесси Арнетт     | Единогласное решение               | UAE Warriors 20                            | 19 июня 2021    | 3     | 5:00  | Абу-Даби, ОАЭ        |                                                            |
| Поражение | 13-5   | Рикки Саймон      | Раздельное решение                 | UFC Fight Night: Smith vs. Teixeira        | 13 мая 2020     | 3     | 5:00  | Джэксонвилл, США     | Вернулся в легчайший вес.                                  |
| Победа    | 13-4   | Рожериу Бонторин  | Единогласное решение               | UFC Fight Night: Anderson vs. Błachowicz 2 | 15 февраля 2020 | 3     | 5:00  | Рио-Ранчо, США       | Вернулся в наилегчайший вес; Борг не сделал вес (58,1 кг). |
| Победа    | 12-4   | Габриел Силва     | Единогласное решение               | UFC on ESPN: dos Anjos vs. Edwards         | 20 июля 2019    | 3     | 5:00  | Сан-Антонио, США     |                                                            |
| Поражение | 11-4   | Кейси Кенни       | Единогласное решение               | UFC on ESPN: Barboza vs. Gaethje           | 30 марта 2019   | 3     | 5:00  | Филадельфия, США     | Бой в промежуточном весе 62,1 кг; Борг не сделал вес.      |
| Поражение | 11-3   | Деметриус Джонсон | Сдача (рычаг локтя)                | UFC 216                                    | 7 октября 2017  | 5     | 3:15  | Лас-Вегас, США       | Бой за титул чемпиона UFC в наилегчайшем весе.             |
| Победа    | 11-2   | Жусиер Формига    | Единогласное решение               | UFC Fight Night: Belfort vs. Gastelum      | 11 марта 2017   | 3     | 5:00  | Форталеза, Бразилия  |                                                            |
| Победа    | 10-2   | Луис Смолка       | Единогласное решение               | UFC 207                                    | 30 декабря 2016 | 3     | 5:00  | Лас-Вегас, США       | Бой в промежуточном весе 58,7 кг; Борг не сделал вес.      |
| Поражение | 9-2    | Джастин Скоггинс  | Единогласное решение               | UFC Fight Night: Hendricks vs. Thompson    | 6 февраля 2016  | 3     | 5:00  | Лас-Вегас, США       |                                                            |
| Победа    | 9-1    | Джин Эррера       | Единогласное решение               | UFC Fight Night: Teixeira vs. Saint Preux  | 8 августа 2015  | 3     | 5:00  | Нашвилл, США         | Бой в промежуточном весе 57,5 кг; Борг не сделал вес.      |
| Победа    | 8-1    | Крис Келадес      | Сдача (кимура)                     | UFC Fight Night: Henderson vs. Thatch      | 14 февраля 2015 | 3     | 2:56  | Брумфилд, США        | Выступление вечера.                                        |
| Победа    | 7-1    | Шейн Хауэлл       | Техническая сдача (удушение сзади) | UFC Fight Night: Swanson vs. Stephens      | 28 июня 2014    | 1     | 2:17  | Сан-Антонио, США     | Выступление вечера.                                        |
| Поражение | 6-1    | Дастин Ортис      | Раздельное решение                 | UFC on Fox: Werdum vs. Browne              | 19 апреля 2014  | 3     | 5:00  | Орландо, США         |                                                            |
| Победа    | 6-0    | Ник Урсо          | Сдача (удушение сзади)             | Legacy FC 30                               | 4 апреля 2014   | 2     | 4:01  | Альбукерке, США      |                                                            |
| Победа    | 5-0    | Джеймесон Саудино | Сдача (удушение сзади)             | SCS 20                                     | 23 ноября 2013  | 2     | 4:22  | Хинтон, США          | Выиграл титул чемпиона SCS в наилегчайшем весе.            |
| Победа    | 4-0    | Анхело Санчес     | Единогласное решение               | Triple A MMA 3: North vs. South            | 18 августа 2013 | 3     | 5:00  | Альбукерке, США      |                                                            |
| Победа    | 3-0    | Ли Линдоу         | TKO (удары руками)                 | KOTC: World Championships                  | 25 мая 2013     | 1     | 1:59  | Скотсдейл, США       |                                                            |
| Победа    | 2-0    | Питер Балтимор    | Сдача (удушение сзади)             | KOTC: Regulators                           | 19 января 2013  | 1     | 4:03  | Скотсдейл, США       |                                                            |
| Победа    | 1-0    | Джин Перес        | Сдача (удушение сзади)             | KOTC: Ignite                               | 11 августа 2012 | 1     | 3:01  | Санта-Фе, США        |                                                            |